# عیایشه، قنا
عیایشه، روستایی از توابع شهرستان قوص در استان قنا و کشور مصر است.

## جمعیت
براساس سرشماری سال ۲۰۰۶ مصر، جمعیت آن ۱۱۵۱۶ نفر( ۵۷۲۱ مرد و ۵۷۹۵ زن ) بوده‌است.